# National Bison Range
 Le National Bison Range (NBR) est un refuge national de faune situé dans l'ouest du Montana créé en 1908 pour fournir un sanctuaire au bison américain. Le NBR est l'un des plus anciens refuges nationaux de faune aux États-Unis. La taille du troupeau de bisons de la NBR est relativement petite, comptant entre 350 et 500 individus. Le troupeau initial de bisons d'Amérique a été fourni par des organisations telles que l'American Bison Society, et aujourd'hui le refuge sert de point central pour la recherche sur les bisons aux États-Unis. 
La NBR comprend environ 76 km² et est géré par le US Fish and Wildlife Service. D'autres refuges nationaux de faune à proximité sont gérés comme faisant partie du complexe national de la chaîne de bisons et comprennent le Lost Trail, Ninepipe, Pablo et les refuges nationaux de faune de Swan River. Le District de gestion des zones humides du nord-ouest du Montana y est également affilié. 

## Histoire

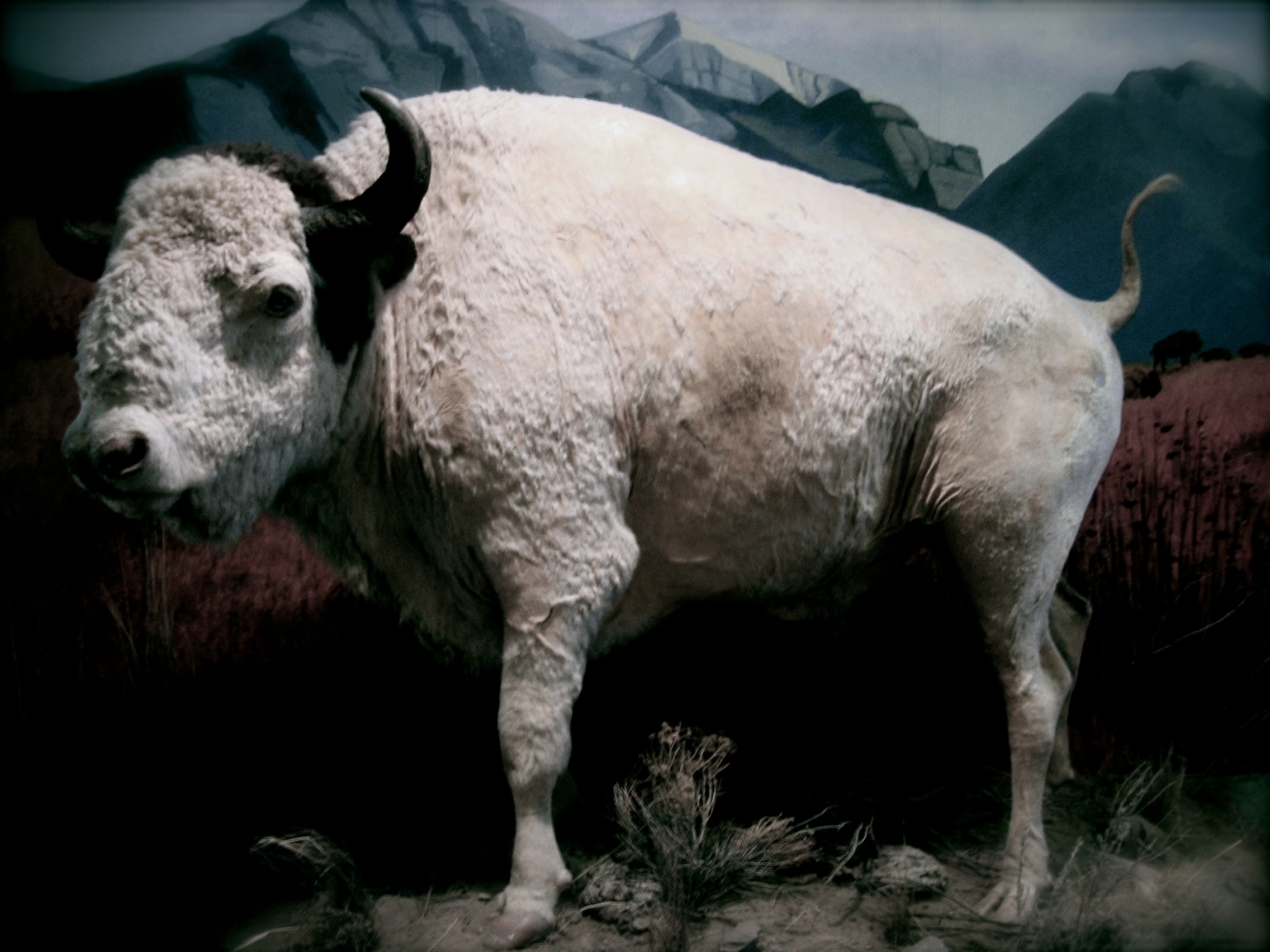
Bison blanc Big Medicine, exposé au musée de la Montana Historical Society

Le National Bison Range a été créé en 1908. Le Civilian Conservation Corps a construit bon nombre de ses bâtiments. Ernie Kraft, qui a commencé à travailler au Bison Range en 1955, a publié une histoire du Bison Range et de ses habitants en 2006. 
Un bison blanc bien connu, "Whitey" (1933-1959, également appelé "Big Medicine"), a passé sa vie au Bison Range. 

## Géologie

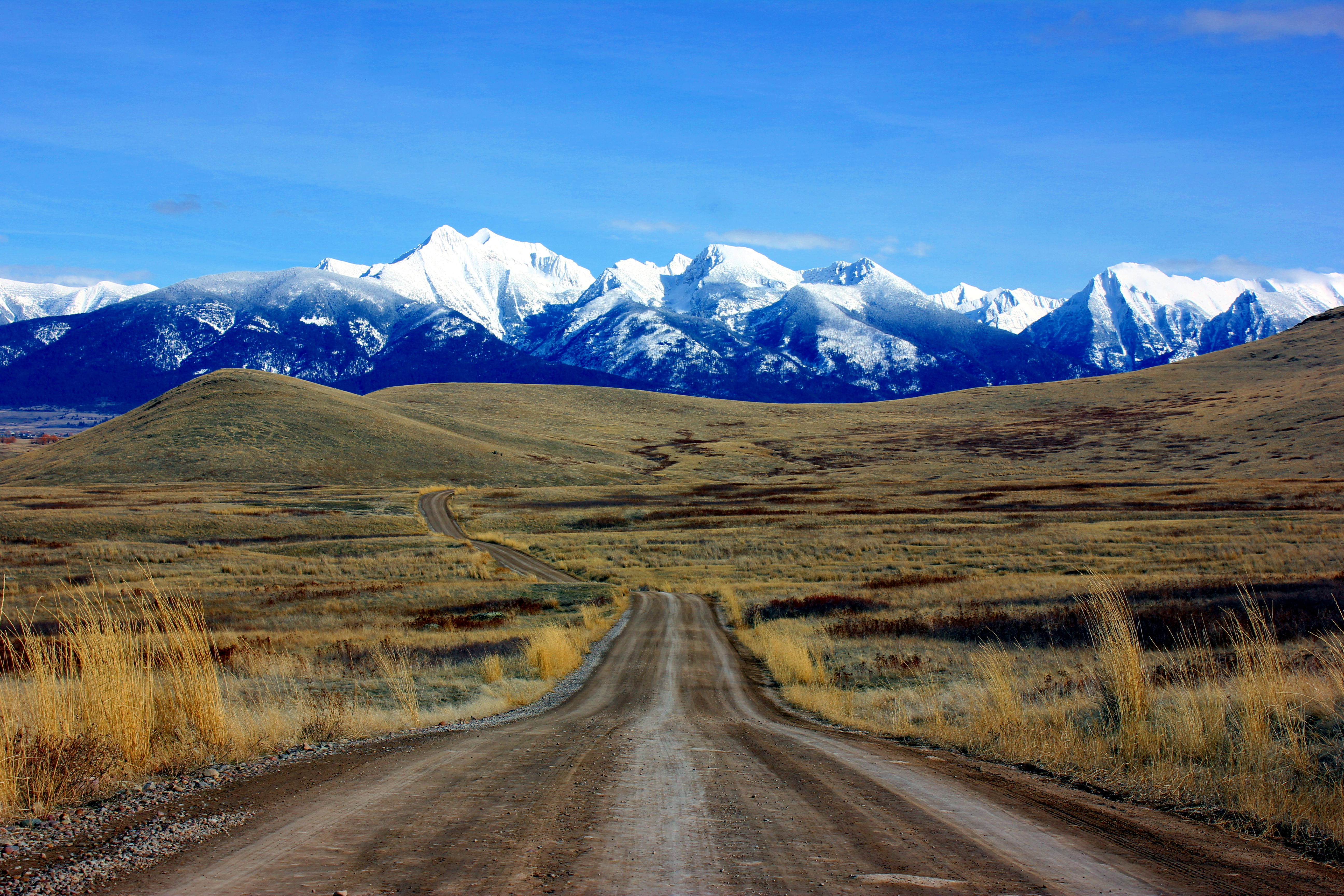
Les Mission Mountains vues de la chaîne

Le refuge est essentiellement une petite montagne à basse altitude reliée à la chaîne de montagnes Mission par un éperon descendant progressivement. La terre végétale de la chaîne est généralement peu profonde et repose principalement sur de la roche exposée dans de nombreuses régions, formant des rebords et des talus. Les sols sur la majeure partie de la chaîne ont été développés à partir de matériaux altérés par du quartzite et du substrat rocheux d'argilite fortement plissés précambriens. 

## Biologie et écologie

### Faune

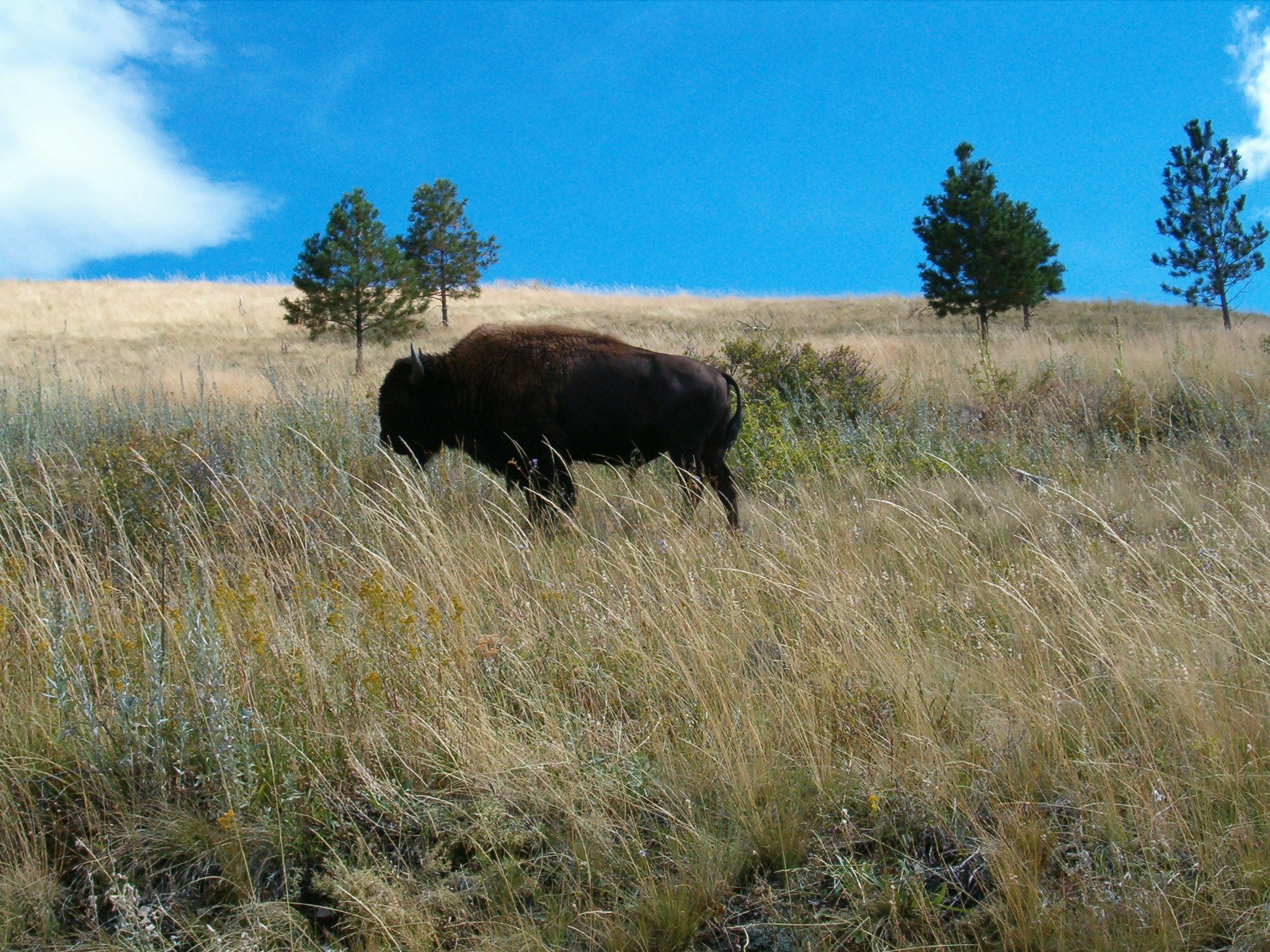
Un bison errant au National Bison Range

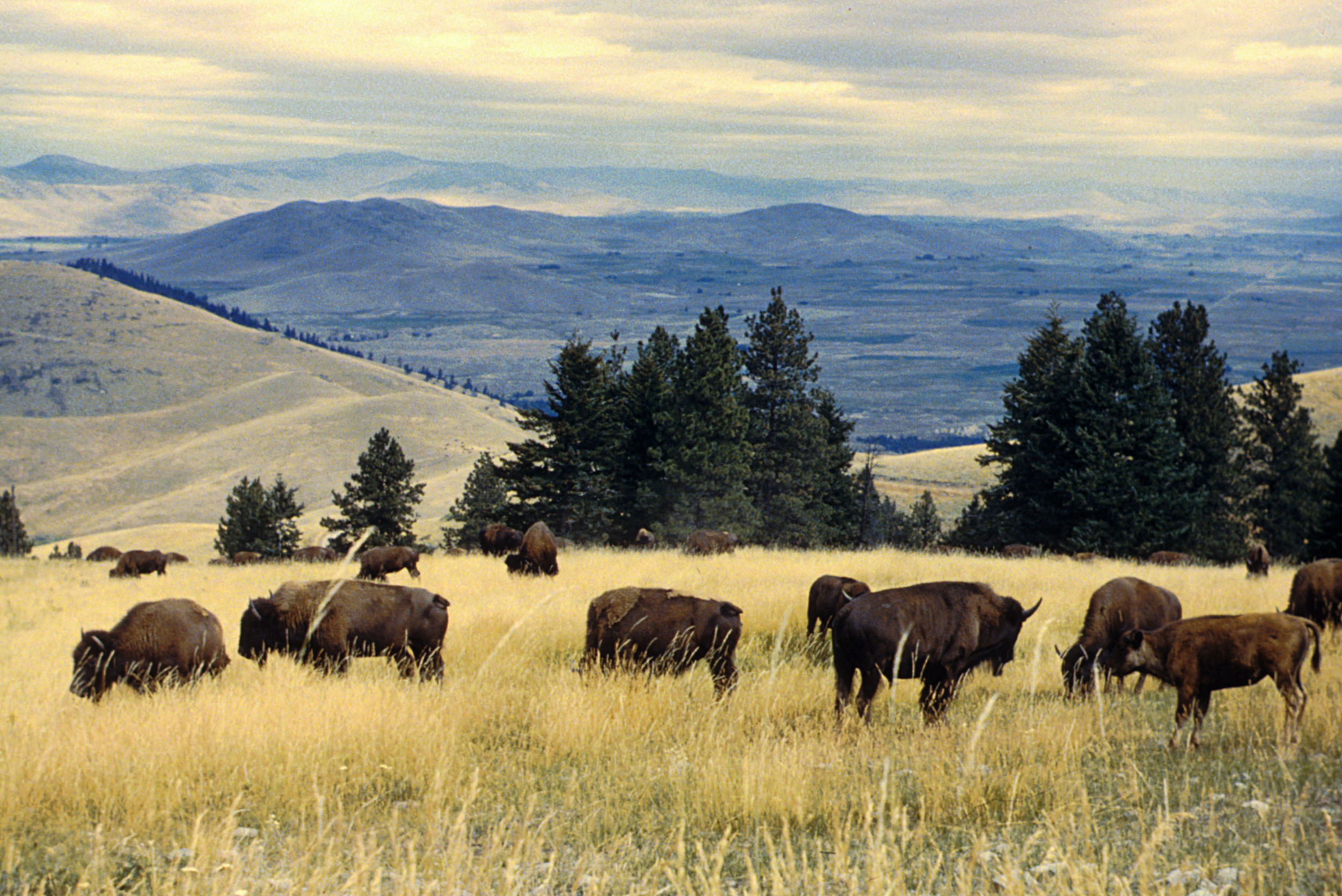
Troupeau de bisons paissant dans le National Bison Range

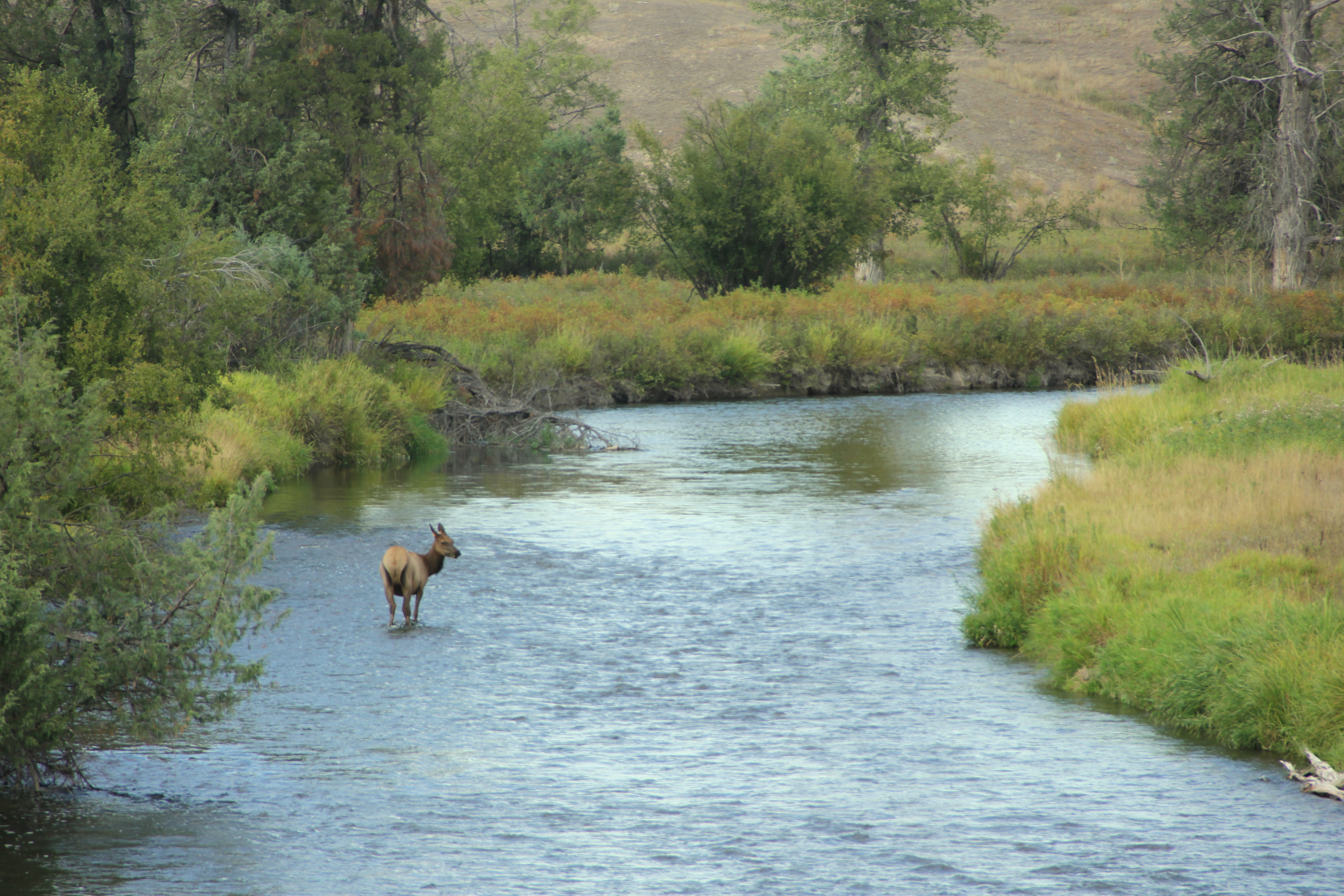
Wapiti (Cervus canadensis) dans un ruisseau

Autrefois estimé à des dizaines de millions, le bison était trouvé dans tous les États américains actuels, à l'exception d'Hawaï, ainsi que dans tout le Canada. Les bisons étaient presque éteints en 1890, ayant fait partie d'un programme d'éradication parrainé par le gouvernement fédéral pendant les guerres indiennes, supprimant ainsi une source de nourriture vitale du régime des Indiens des plaines et assurant une réinstallation plus facile dans les réserves indiennes. Au début du XXe siècle, des efforts étaient déployés pour préserver les bisons restants et protéger les zones dans lesquelles ils pourraient se reconstituer. Environ 250 000 bisons se trouvent actuellement sur les terres fédérales et d'État et dans des troupeaux privés. En plus des 350 à 500 bisons du Bison Range, de nombreuses autres espèces de mammifères peuvent être observées dans le refuge, y compris le coyote, l'ours noir, le wapiti, le cerf mulet, le  mouflon d'Amérique, le cerf de Virginie, le pronghorn, le lapin de montagne, l'écureuil colombien, le rat musqué, le tamia amène, le blaireau d'Amérique et le puma. 
Plus de deux cents espèces d'oiseaux ont été vues sur le refuge. 

### Flore
Le Bison Range contient de nombreuses espèces végétales, notamment la racine amère, le pin ponderosa et l'herbe à bison. 